# مرز طبیعی

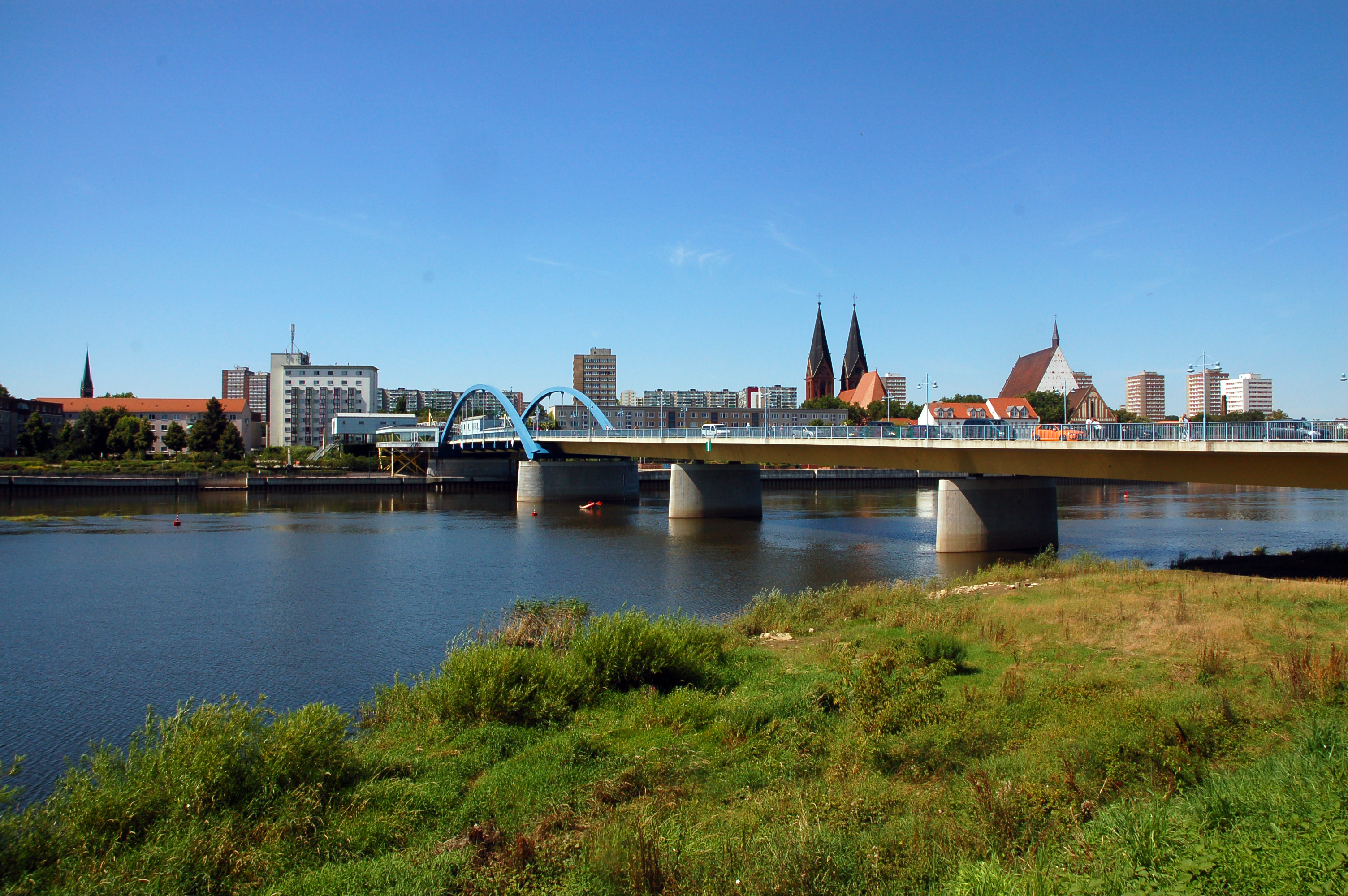
اودر، مرز طبیعی بین لهستان و آلمان

مرز طبیعی (به انگلیسی: Natural border)، مرزی بین دولت‌ها یا زیرمجموعه‌های آنها است که با تشکیلات طبیعی مانند رودخانه‌ها یا رشته‌کوه‌ها همراه است. «دکترین مرزهای طبیعی» در فرهنگ غربی در سدهٔ هجدهم بر اساس ایده‌های «طبیعی» ژان ژاک روسو و توسعه مفاهیم ملی‌گرایی گسترش یافت. مفهوم مشابه در چین در گذشته از مناطق کنترل طبیعی گسترش یافته‌است.

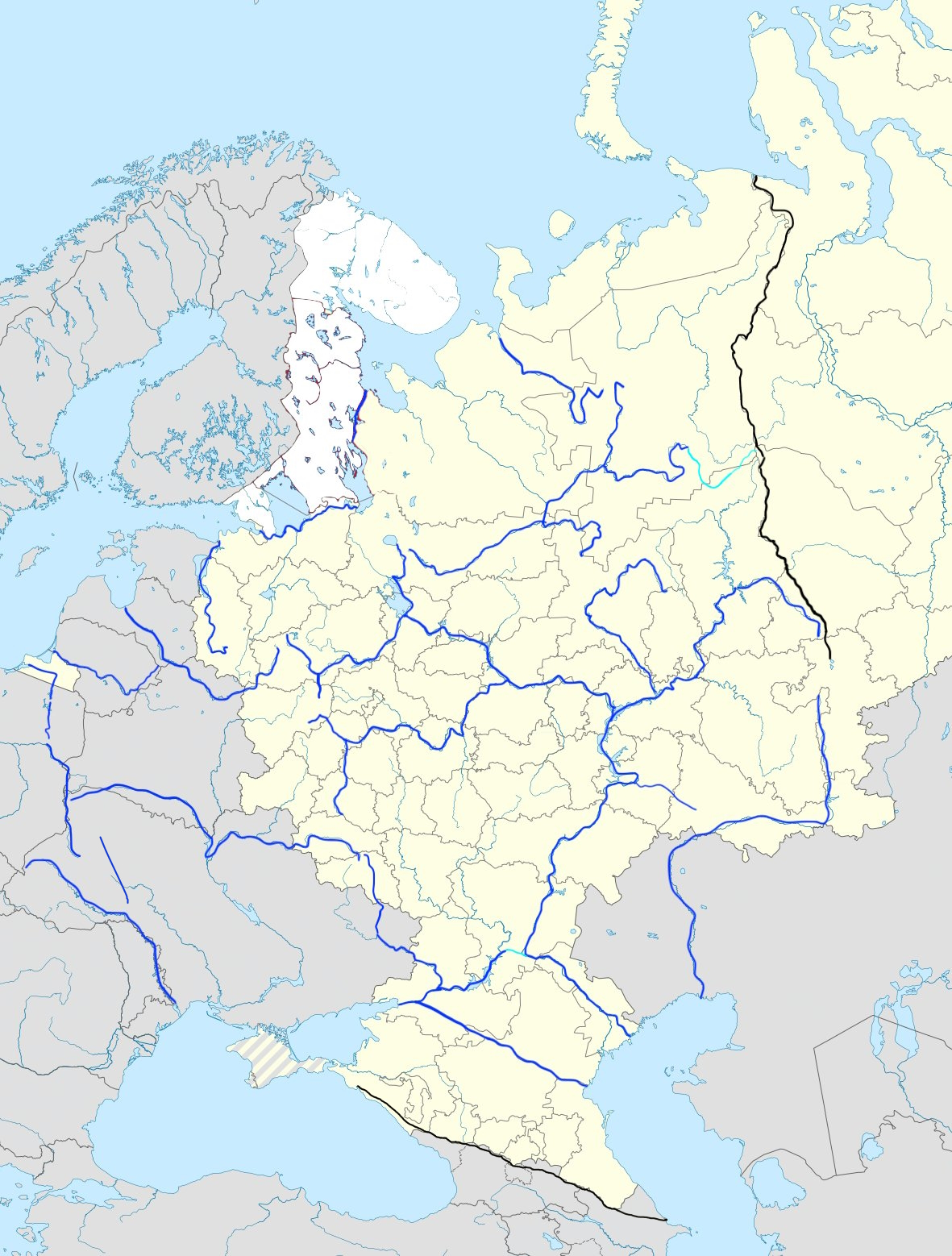
مرزهای طبیعی در اروپای شرقی

مرزهای طبیعی از لحاظ تاریخی از نظر استراتژیک مفید بوده‌اند زیرا به راحتی قابل دفاع هستند. مرزهای طبیعی در جنگ‌های مدرن معنادار باقی می‌مانند، حتی اگر فناوری و مهندسی نظامی تا حدودی ارزش راهبردی آنها را کاهش داده‌است.
مرزهای طبیعی در صورت جابجایی می‌توانند منبع اختلاف سرزمینی باشند. یکی از این نمونه‌ها ریو گرانده است که بخشی از مرز بین ایالات متحده و مکزیک را مشخص می‌کند که جابجایی آن سبب درگیری‌های چندجانبه شده‌است.